# Herb gminy Kłodzko
Herb gminy Kłodzko – symbol gminy Kłodzko, ustanowiony 23 października 1997.

## Wygląd i symbolika
Herb przedstawia na tarczy srebrnego lwa w koronie, w pozycji pionowej, z wyciągniętymi przednimi łapami skierowanego w prawo, umieszczonego na czerwonym tle; poniżej znajdują się zielone wzgórza, pomiędzy którymi wije się rzeka ginąca na horyzoncie, przecinając krajobraz na dwie części.

## Symbolika
- Srebrny lew z dwoma ogonami w koronie na czerwonym polu stanowi nawiązanie do historycznych tradycji ziemi kłodzkiej (która przez dużą część swojej historii należała do Królestwa Czeskiego) oraz podkreśla spójność i nierozerwalność gminy Kłodzko z miastem Kłodzkiem, stanowiącym siedzibę władz gminy i stolicę całego historycznego regionu.
- Zielone wzgórza symbolizują rolniczy i turystyczny charakter gminy, odzwierciedlając jej pagórkowate i górzyste ukształtowanie terenu.
- Niebieska rzeka symbolizuje Nysę Kłodzką, główną rzekę w gminie oraz jej rolę i znaczenie w życiu społeczności gminnej.

Prosta forma graficzna krajobrazu i zastosowanie jedynie dwóch barw zieleni i błękitu ma sugerować nieskażoną zieleń lasów i łąk oraz czystość rzek.

## Historia

### Informacje ogólne
Postać lwa pojawia się w heraldyce od jej początków, symbolizując męstwo, odwagę i majestat. W historii miast śląskich, od XIV do XVIII wieku zależnych od Czech a później Austrii, lew występował najpierw na pieczęciach miejskich. Następnie postać ta została przeniesiona na tarcze herbowe, prawdopodobnie wzorem herbu Czech, gdzie srebrny lew z rozdwojonym ogonem występuje na czerwonym tle od czasów średniowiecza.

### Lew w heraldyce ziemi kłodzkiej
Lew z koroną na głowie został wprowadzony do godła pieczęci miast ziemi kłodzkiej w XIII w., najpierw w Kłodzku przez króla czeskiego Przemysława Ottokara II, a następnie pojawił się herbach innych miast regionu, podkreślając ich związek z Koroną Czeską: Bystrzycy Kłodzkiej i Lądku-Zdroju, co miało miejsce w XIV w.
Po reaktywowaniu samorządów w Polsce w 1990 r. wiele gmin przyjęło swoje własne herby. Prace nad ustanowieniem herbu podjęto również w gminie wiejskiej Kłodzko. Zostały one zakończone w 1997 r., gdy Rada Gminy Kłodzko II kadencji podjęła odnośną uchwałę w sprawie nadania tej jednostce samorządu terytorialnego herbu. Za jego przyjęciem opowiedziała się większość radnych. Przyjęcie takiego wizerunku herbowego argumentowano tym, że:

cechy herbu są odwzorowaniem charakteru gminy Kłodzko oraz powinny stanowić czynnik integrujący jej społeczeństwo i wzmacniający poczucie jego tożsamości.